# LEF
LEF ("ЛЕФ") foi a revista da Frente de Esquerda das Artes ("Levyi Front Iskusstv" - "Левый фронт искусств"), uma ampla associação de escritores, fotógrafos, críticos e desenhistas de vanguarda na União Soviética, fundada e editada inicialmente por Osip Brik e Vladimir Maiakovski, muito relacionada ao Construtivismo. 
Teve dois períodos, um de 1923 a 1925 como LEF e, posteriormente, de 1927 a 1929 como Novyi LEF ('Nova LEF'), quando foi editada por Maiakovski e Sergei Tretyakov. O objetivo desta publicação, como se assinalou em um de seus primeiros números, era "reexaminar a ideologia e as práticas da chamada 'arte esquerdista', e abandonar o individualismo para acrescentar o valor da arte para o desenvolvimento do comunismo". 
A revista despontou como um fórum de debates em torno de estéticas vanguardistas, concentrando-se particularmente na questão da responsabilidade do artista para com a sociedade e seu papel nesta.
Com o início da política cultural stalinista que instaurou o Realismo Socialista como única manifestação artística oficialmente aceita, os artistas ligados à LEF, incluindo Maiakovski, passam a ter seu trabalho condenado como formalista .

## Colaboradores
Alguns dos artistas que participaram na LEF e/ou na Novyi LEF:
- Boris Arvatov
- Isaac Babel
- Osip Brik
- Nikolái Chuzhak
- Serguei Eisenstein
- Alekséi Gan
- Alekséi Gástev
- Vladimir Maiakovski
- Liubov Popova
- Alexandr Rodchenko
- Viktor Chklovsky
- Sergei Tretyakov
- Varvara Stepánova
- Dziga Vertov
- Anton Lavinski
- Nicolai Asseiev
- Semeon Kirsanov
- Boris Pasternak

## Fonte da tradução
- Este artigo foi inicialmente traduzido, total ou parcialmente, do artigo da Wikipédia em castelhano cujo título é «LEF».